# Koungheul (Département)

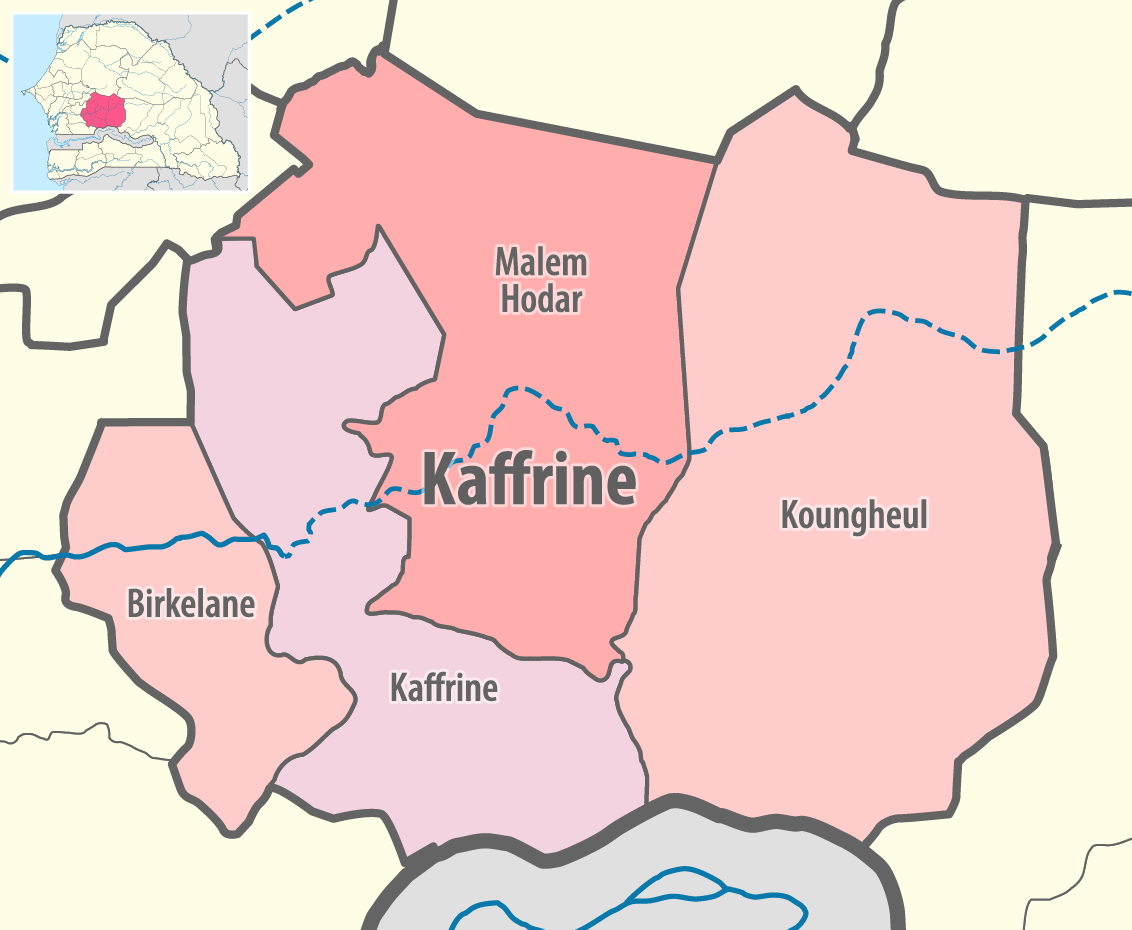
Département Koungheul in der Region Kaffrine

Das Département Koungheul ist eines von 45 Départements, in die der Senegal, und eines von vier Départements, in die die Region Kaffrine gegliedert ist. Es liegt im zentralen Senegal mit der Hauptstadt Koungheul.
Das Département hat eine Fläche von 4237 km² und gliedert sich wie folgt in Arrondissements, Kommunen (Communes) und Landgemeinden (Communautés rurales):
| Commune / Arrondissement | Communauté rurale | Einwohner 2013 |
| Koungheul                | —                 | 20.942         |
| Ida Mouride              | Saly Escale       | 22.799         |
| Ida Mouride              | Fass Thiekene     | 15.867         |
| Ida Mouride              | Ida Mouride       | 19.079         |
| Lour Escale              | Lour Escale       | 22.530         |
| Lour Escale              | Ribot Escale      | 14.011         |
| Missirah Wadene          | Gainthe Pathé     | 15.490         |
| Missirah Wadene          | Maka-Yop          | 13.823         |
| Missirah Wadene          | Missirah Wadene   | 18.896         |
| Département              | —                 | 163.438        |